# Agence de financement des infrastructures de transport de France
 (janvier 2023).
L’Agence de financement des infrastructures de transport de France (abrégé en AFIT France) est un établissement public administratif national (EPAN) français chargé de coordonner le financement de grands projets d'infrastructures de transport et dont la tutelle de l'État est exercée par la direction générale des Infrastructures, des Transports et des Mobilités du ministère de l'Écologie, du Développement durable et de l'Énergie.

## Historique
La création de l'AFIT France est décidée lors du comité interministériel d'aménagement et de développement du territoire (CIADT) du 18 décembre 2003. L'agence a été créée par décret daté du 26 novembre 2004.

## Financement
La privatisation des sociétés concessionnaires d'autoroutes en France en 2006 a privé l'État d'une importante source de financement pour l'entretien et la construction des réseaux routiers.
Après cette privatisation, l'Agence a reçu une dotation de 4 milliards d'euros en substitution des dividendes qui lui étaient initialement affectés[source secondaire souhaitée]. Le grenelle de l'Environnement a proposé la mise en place d'une écotaxe pour financer l'AFIT France, mais la mise en place de cette redevance et du contrat Écomouv' a pris du retard.
L'utilisation du fonds de substitution de l'Agence étant épuisée fin 2008, celle-ci ne dispose plus que de recettes qualifiées de « pérennes » par le ministère de l'Energie, de l'Ecologie, du Développement Durable et de l'Aménagement du Territoire (MEEDDAT), constituées par : 
- le produit des redevances domaniales des sociétés concessionnaires d’autoroutes (pour un montant de 198 M€ en 2012, de 360 M€ dans le projet de loi des finances (PLF) 2019)[6],
- la taxe d’aménagement du territoire (535 M€ en 2012, 528 M€ dans le PLF 2019)
- Les amendes forfaitaires des radars automatiques (hors la part revenant aux collectivités territoriales et au Compte d’affectation spéciale « Contrôle et sanction automatisés des infractions au code de la route ») pour un montant évalué à 271 M€ en 2012 et 500 M€ pour 2019.
- La taxe intérieure de consommation sur les produits énergétiques (TICPE)[Note 1] : 1 206 M€ dans le PLF 2019
- Plan de relance autoroutier : 60 M€ PLF 2019
- Recettes diverses : 35 M€ au PLF 2019.

Le total des recettes prévu pour 2019 était de 2,689 milliards d'euros.
Selon la loi d'orientation des mobilités de 2019, les dépenses de l'Agence de financement des infrastructures de transport de France, exprimées en crédits de paiement doivent évoluer entre 2 580 et 2 780 millions d'euros courants annuels entre 2019 et 2023. Dans les faits, les crédits de paiement de l'exercice 2020 ont été de 2 982 millions d'euros.

## Présidence et conseil d'administration
Le conseil est composé de douze membres. Le collège ses élus et personnalité qualifiée comprend un député, un sénateur, trois élus locaux et une personnalité qualifiée. Le collège des représentants de l'État comprend le directeur général des collectivités locales ; le directeur du budget ; le directeur général du Trésor ; le directeur général des infrastructures, des transports et des mobilités ; le directeur des mobilités routières ; le commissaire général au développement durable.

Le président, nommé par décret du Président de la République, .est choisi parmi les membres du Conseil d’administration.
| Identité           | Période           | Période         |
| Identité           | Début             | Fin             |
| ------------------ | ----------------- | --------------- |
| Gérard Longuet,    | 25 janvier 2005   |                 |
| Dominique Perben   | 17 mai 2011       |                 |
| Philippe Duron,    | 11 septembre 2012 |                 |
| Christophe Béchu,  | 23 avril 2018     | 20 mai 2022     |
| Jean Castex,       | 18 août 2022      | 9 novembre 2022 |
| Patrice Vergriete, | 8 décembre 2022   | 21 juillet 2023 |
| Franck Leroy       | 5 juin 2024       |                 |

## Actions
Depuis sa création l'AFIT France a engagé, à fin 2020, 45,58 milliards d'euros pour le financement d'infrastructures de transport et payé à ce titre 33,18 milliards d'euros à la même date.
Ainsi en cumul plus de 5,3 milliards d’euros avaient été engagés par l’AFIT France à fin 2020 dans le domaine des transports urbains.
À titre d'exemple, l'AFIT France a participé au financement de la ligne de tramway Rhônexpress à hauteur de 10 millions d'euros[source secondaire souhaitée].
Ses missions ont été progressivement renforcées par le premier ministre notamment lors de la présentation du Plan « Investir pour la France » : il était prévu de confier à cette agence les moyens nécessaires pour poursuivre la réalisation des grands projets engagés, renforcer l’entretien des réseaux routiers et fluviaux, financer le volet « mobilité » des nouveaux contrats de plan État-Régions (CPER), financer l’achat des nouveaux trains Intercités et poursuivre les nouveaux grands projets routiers et ferroviaires.
Depuis 2019, dans le cadre du plan vélo national, le domaine des continuités cyclables et piétonnes constitue un nouvel axe d’intervention de l’Agence[source secondaire souhaitée].
Dans le cadre du « Plan de Relance » consécutif à la pandémie du COVID19, l'AFIT France est partie prenante à hauteur de 2,44 milliards d'euros. Son rôle via ce plan de relance porte particulièrement sur le financement des mobilités du quotidien et de la transition écologique.

## Critiques
La Cour des comptes a cependant émis, en 2009, une insertion très critique sur ces aspects, estimant que c'était une structure « inutile », et recommandant de supprimer l’AFIT France en intégrant ses activités dans la DGITM, direction générale des Infrastructures, des Transports et de la Mer, notamment la conclusion des conventions de financement.
Les gouvernements successifs ont examiné ces critiques et, au vu des conclusions d'un rapport du Conseil général de l'environnement et du développement durable (CGEDD), ont chaque fois décidé de maintenir cet outil jugé opérationnel et efficace, tout en s’efforçant d’en améliorer la gouvernance .
La Cour des comptes a réitéré ses critiques à propos de l'AFIT France en 2016, qu'elle qualifie de coquille vide, sans véritable pouvoir décisionnel et appliquant les décisions du ministre des Transports. Plus encore, les magistrats financiers dénoncent l'éventualité que l'AFIT France serve à contourner les règles du droit budgétaire car les engagements financiers de l'AFIT France ne sont pas plafonnés en loi de finances. De ce fait, sa situation financière est particulièrement difficile (prévision de déficit de 600 millions d'euros en 2019).
À nouveau, dans son rapport délibéré le 20 décembre 2023 la Cour des comptes préconise la dissolution de l'AFIT : « Aujourd’hui, comme lors de sa création, l’AFIT constitue avant tout un moyen de contournement de la loi organique sur les finances publiques, qui a pourtant explicitement prévu les dispositions nécessaires à cette catégorie de dépenses. Aussi la recommandation tendant à sa suppression et à la réintégration des crédits concernés au sein du budget général dans le cadre d’une nouvelle mission budgétaire, faite par la Cour dès 2009, conserve-t-elle toute sa pertinence et son actualité. ». Cette préconisation est contestée par le président du Conseil d'Orientation des Infrastructures et par la DGITM.